# Falles de Peníscola
Les Falles de Peníscola van ser una festa, basada en les Falles de València, que es va celebrar a aquesta localitat del Baix Maestrat entre els anys 2003 i 2010, sent aquest el darrer en que va tindre lloc.
En els anys que hi va funcionar constaven d'una sola comissió, denominada Falla Peníscola i plantava els seus dos monuments, el gran i l'infantil, posteriorment a Sant Josep, primer a finals d'abril i després a principis del mes de maig. En l'any 2008, el monument principal va caure a terra a causa d'un temporal.
El programa d'actes de les falles peniscolanes estaven basats en els celebrats a les seues homònimes de València i de Benicarló, població veïna amb major tradició en la festa fallera. Així, entre els actes més simbòlics hi havia la plantada, l'ofrena a la Mare de Déu de l'Ermitana, les mascletades i el final de festa amb la crema dels monuments. També representaven la comissió la fallera major i la fallera major infantil, escollides anualment.